# Torrecilla del Monte
Torrecilla del Monte község Spanyolországban, Burgos tartományban.  Lakosainak száma 79 fő (2024).

## Népesség
A település népessége az utóbbi években az alábbiak szerint változott:
| Lakosok száma | 82   | 88   | 72   | 75   | 80   | 77   | 64   | 67   | 73   | 79   |
|               | 2001 | 2004 | 2006 | 2009 | 2011 | 2014 | 2016 | 2019 | 2021 | 2024 |